# Estação Llefià

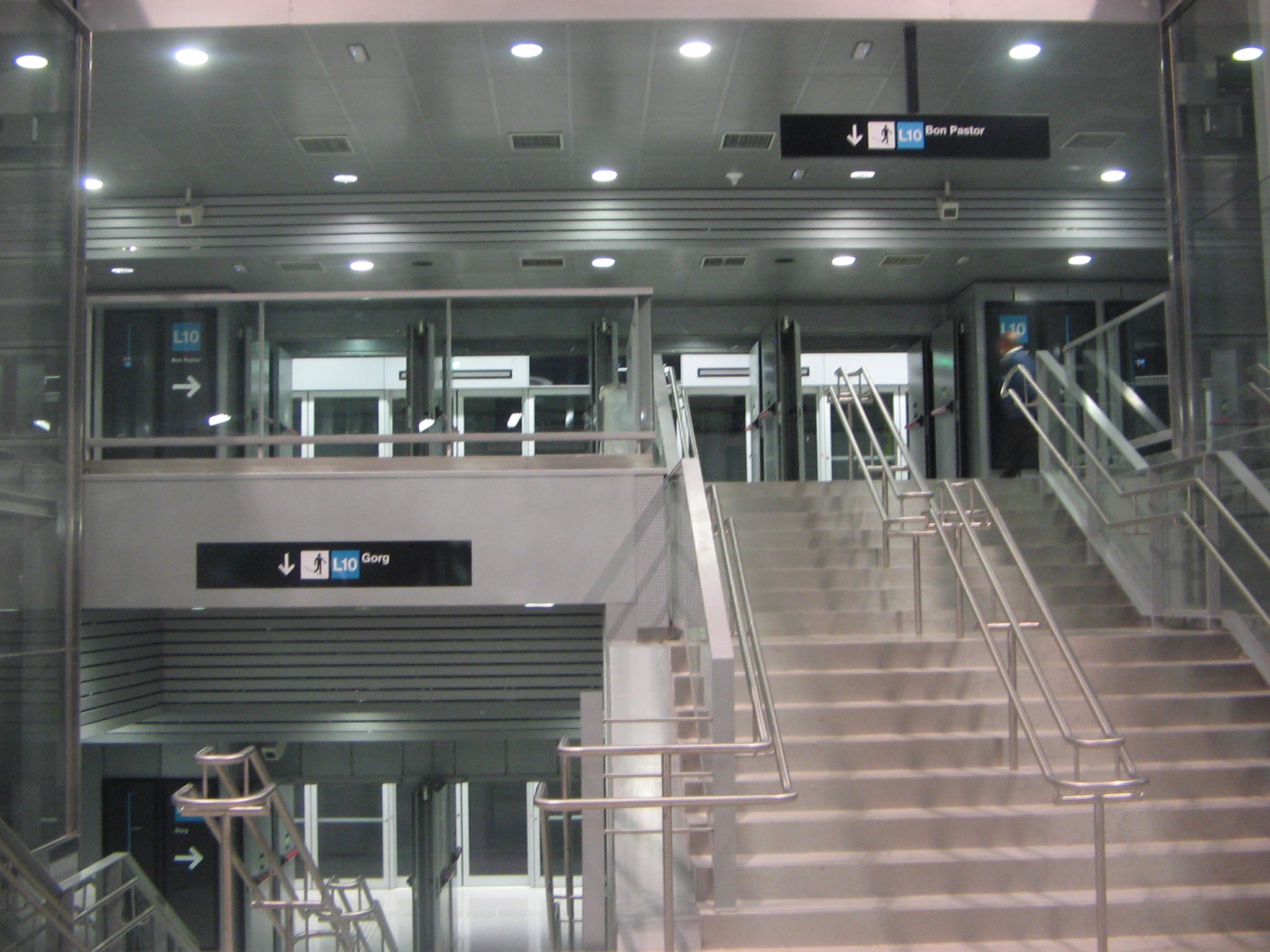
Vista das plataformas (superior, pista 2, sentido Sagrera, inferior, pista 2, sentido Gorg.

Llefià é uma estação da linha Linha 10 do Metro de Barcelona.
A estação tem o mesmo nome do bairro onde a estação está situada, perto do Mercado Llefià, no município de Badalona. Este bairro é um dos de Badalona com maior densidade populacional e construído em um terreno muito irregular. A estação foi inaugurada em 18 de abril de 2010 com a abertura da linha da Estação Gorg a Estação Bon Pastor.

## História
A previsão inicial era abrir a estação em 2004 e posteriormente em 2008. Devido a contratempos a operação foi iniciada em 18 de abril de 2010.

## Características
A estação está localizada no cruzamento entre Ronda Sant Antoni de Llefià e Avinguda d'Amèrica e foi construída como muitas outras novas estações de metrô L9/L10 com 32 metros de profundidade e 26 metros de diâmetro. A estação está dividida em quatro níveis: o hall superior, a pré-plataforma, a plataforma superior e a plataforma inferior. O hall superior situa-se ao mesmo nível da rua, num edifício construído especificamente para o efeito. Possui três acessos a partir da rua, todos equipados com escadas fixas, escadas rolantes e elevadores, tornando a estação acessível a pessoas com deficiência. O salão superior também possui máquinas automática de venda de bilhetes e um Centro de Controle da Transportes Metropolitanos de Barcelona. A plataforma superior é onde correm os trens para La Sagrera e a plataforma inferior é onde correm os trens para Estação Gorg. O projeto arquitetônico da estação foi projetado pelo arquiteto Alfons Soldevila Barbosa.